# Arrondissement de Stallupönen
1818–1945
Entités précédentes :
- Royaume de Prusse

Entités suivantes :
- RSFS de Russie

L' arrondissement de Stallupönen, renommé après 1938 Kreis Ebenrode, puis en 1939 Landkreis Ebenrode (arrondissement d'Ebenrode), est une entité territoriale de l'ancienne province de Prusse-Orientale qui faisait partie de l'Allemagne. Cet arrondissement appartenait au district de Gumbinnen.

## Composition

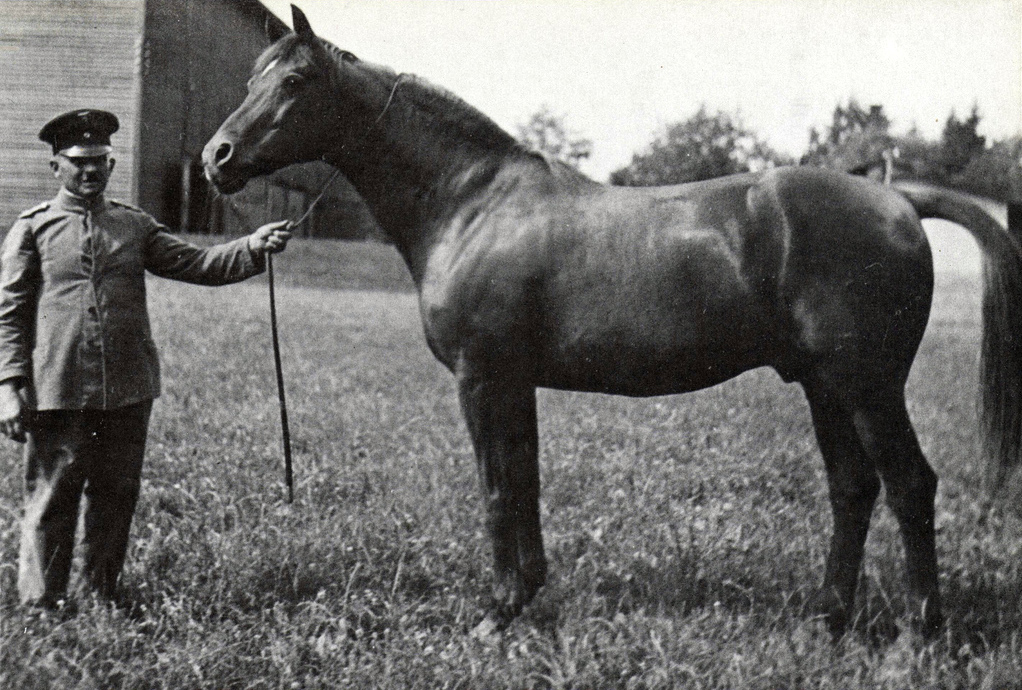
Photographie d'un trakehner en 1927

Cet arrondissement, qui a été formé en 1818 à l'époque du royaume de Prusse, était formé de la manière suivante au 1er janvier 1945 :
- Ville d'Ebenrode (jusqu'en 1938 : Stallupönen)
- Ville d'Eydtkau (jusqu'en 1938 Eydtkuhnen)
- 165 bourgs et villages de moins de deux mille habitants
- 2 anciens domaines seigneuriaux

Le village de Trakehnen (avec 1 500 habitants) était mondialement connu pour son élevage de chevaux de la race trakehner.

## Histoire administrative

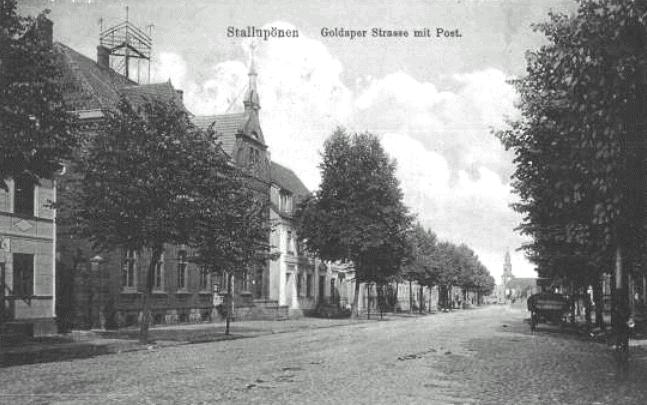
Vue de la rue de Goldap à Stallupönen avant 1914, avec la poste

Après la chute de Napoléon et le congrès de Vienne de 1815, le royaume de Prusse a procédé à une importante réforme administrative qui a pris effet le 1er septembre 1818. L'arrondissement de Stallupönen a été intégré au district de Gumbinnen au nord-est de la province de Prusse (pas encore la Prusse-Orientale, formée officiellement en 1878). Cet arrondissement était formé des paroisses suivantes : Bilderweitschen, Enzuhnen, Göritten, Kattenau, Kassuben (de), Pillupönen, Stallupönen, Szirgupönen, Tollmingkehmen.
Le siège administratif de l'arrondissement se trouvait à Stallupönen. Szirgupönen est intégré à l'arrondissement de Gumbinnen en 1824. Les anciens domaines seigneuriaux sont abolis en 1929 dans tout l'État libre de Prusse et intégrés aux communes rurales.
L'arrondissement est renommé arrondissement d'Ebenrode, du nouveau nom du chef-lieu, le 7 septembre 1938, et le Kreis devient Landkreis (littéralement arrondissement régional), en janvier 1939. L'arrondissement cesse d'exister lorsque la province de Prusse-Orientale est vidée de ses habitants et que cette partie de la province est intégrée à l'URSS au printemps 1945, après la victoire de l'Armée rouge sur le Troisième Reich.

### Administrateurs
- 1818–184100Otto von Kortzfleisch
- 1841–186000Carl Gamradt
- 1860–186700Karl Riemer (de)
- 1867–187200Ludolf von Estorff (de)
- 1872–187400Friedrich Otto Hermann von Wolffgramm (de)
- 1874–187900Karl Schulz (de)
- 1879–188900Franz Burchard (de)[1]
- 1889–190000Otto Hoffmann
- 1900–190700Wilhelm von Redern (de)
- 1907–191500Wilhelm Gaede (de)
- 1915–191900Theodor Kramer (de)
- 1919–192100Fritz Schoultz von Ascheraden (de)
- 1921–192500Hero Kruse (de)
- 1925–193400Leopold von Knobloch (de)
- 1935–194500Otto Bochum

## Élections
Sous l'Empire allemand, l'arrondissement de Stallupönen forme avec les arrondissements de Goldap et de Darkehmen (de), la 4e circonscription du district de Gumbinnen (de) pour le Reichstag.

## Personnalités liées à l'arrondissement
- Felix Bressart (1895-1949), acteur né à Eydtkuhnen.